# Napoli che non muore
Napoli che non muore è un film del 1939 diretto da Amleto Palermi

## Trama
Una giovane turista francese, in visita alla città di Napoli, si innamora di un ingegnere che le ha fatto da guida durante la sua sosta nel capoluogo partenopeo, i due si sposano e la giovane fa la conoscenza con la famiglia di lui, tutte persone estremamente tradizionali nel modo di vivere e pensare.
Considerato il carattere estroverso della giovane sposa, questo crea grossi problemi nelle relazioni con la famiglia, tanto da costringere la ragazza ad abbandonare il marito per tornare in Francia.
Nel suo paese natale, però la sposa scopre di aspettare un bambino, questo favorirà un riavvicinamento con il marito e la di lui famiglia.

## Critica
Gino Visentini nelle pagine di Cinema del 25 luglio 1939 «In questo film Palermi ha inteso mostrare la Napoli dei turisti e la Napoli vera, quella che in un giorno abbaglia il romantico forestiero e quella più segreta ch'è solo nel cuore dei napoletani»